# Erik Källström (apotekare)
Erik Johan Edvard Källström, född 7 september 1899 i Mariestad, död 2 mars 1954 i Bromma, var en svensk apotekare.

## Biografi
Erik Källström var son till apotekaren Edvard Georg Källström och brorson till Ernst Källström. Han avlade studentexamen i Linköping 1918, farmacie kandidatexamen 1921 och apotekarexamen 1925. Efter apotekstjänst i Stockholm var han 1927–1935 anställd vid Apotekens kontrollaboratorium där och 1935–1942 chef för laboratoriet. Från 1942 innehade han Apoteket C.W. Scheele i Stockholm. Han var ledamot av nordiska specialitetskommissionen från 1937 och av specialitetsnämnden från 1942. Källström var ordförande i Farmacevtiska föreningen från 1942, ledamot av Apotekarsocietetens styrelse från samma år och ordförande i stockholmskretsen av Sveriges apotekareförbund från 1945. Tillsammans med Malte Ljungdahl med flera utgav han Pharmaconomia svecica (1938, 2:a upplagan 1943), och publicerade även analytiska undersökningar över bland annat digitalispreparat, torskleveroljor och en del nya läkemedel.